# Zeranolo
Lo zeranolo è un agonista non steroideo degli estrogeni. Si tratta di una micotossina derivata dai funghi della famiglia Fusarium e può essere ritrovata come contaminante in colture fungine infette. È 3-4 volte più potente dell'agonista estrogenico correlato zearalenone.
Lo zeranolo è approvato per l'uso negli Stati Uniti come fattore di crescita per il bestiame, tra cui bovini da carne. In Canada è approvato solo per l'uso in bovini da carne. Il suo uso non è invece approvato nell'Unione europea.
Recentemente il gruppo di Berna ha dimostrato un'azione inibitoria degli isoflavoni sulla crescita di cellule cancerose nella neoplasia mammaria indotta da xenoestrogeni quali l'O, p'-DDT e l'alchilfenolo. Tali studi suggeriscono che i fitoestrogeni possano inibire l'azione ormonale degli estrogeni naturali.